# Johan Andersson (Eishockeyspieler, März 1984)
Johan Andersson (* 9. März 1984 in Mariestad) ist ein schwedischer Eishockeyspieler, der seit 2013 bei den Ducs de Dijon aus der Ligue Magnus unter Vertrag steht.

## Karriere
Johan Andersson begann seine Karriere als Eishockeyspieler in der Nachwuchsabteilung von Mariestads BoIS, für dessen Seniorenmannschaft er von 2001 bis 2004 in der drittklassigen Division 1 aktiv war. In der Saison 2003/04 spielte er parallel für die Profimannschaft von Mörrum GoIS in der HockeyAllsvenskan, der zweiten schwedischen Spielklasse. Nachdem er die Saison 2004/05 beim Zweitligisten Skövde IK verbracht hatte, spielte der Flügelspieler in den folgenden beiden Spielzeiten für dessen Ligarivalen Växjö Lakers Hockey. Von 2007 bis 2009 stand er für den Frölunda HC in der Elitserien auf dem Eis, wobei er in diesem Zeitraum als Leihspieler in einigen Spielen für seinen Ex-Klub Växjö Lakers Hockey und Borås HC weiterhin in der HockeyAllsvenskan zum Einsatz kam. 
Zur Saison 2009/10 kehrte er fest zu Växjö Lakers Hockey zurück. Mit der Mannschaft gelang ihm 2011 der Aufstieg in die Elitserien.

## Erfolge und Auszeichnungen
- 2011 Aufstieg in die Elitserien mit Växjö Lakers Hockey

## Elitserien-Statistik
(Stand: Ende der Saison 2010/11)